# Даньєл Мартін (плавець)
Даньєл Мартін (5 жовтня 2000) — румунський плавець.
Призер юнацьких Олімпійських Ігор 2018 року, учасник Ігор 2020 року.
Призер Чемпіонату світу з плавання серед юніорів 2017 року.